# Reifferscheid (Adelsgeschlecht)
Das Adelsgeschlecht Reifferscheid hatte eine Kleinherrschaft in der Eifel mit Sitz auf der Burg Reifferscheid östlich von Hellenthal im äußersten Südwesten des heutigen Nordrhein-Westfalen. Sie umfasste ursprünglich ein Gebiet um Reifferscheid und Wildenburg. Das Geschlecht ist erstmals Ende des 12. Jahrhunderts nachweisbar, benennt sich ab dem 15. Jahrhundert Salm-Reifferscheid und verliert seine reichsunmittelbaren Territorien in der Eifel erst 1794 im Zuge der französischen Revolutionskriege.

## Geschichte

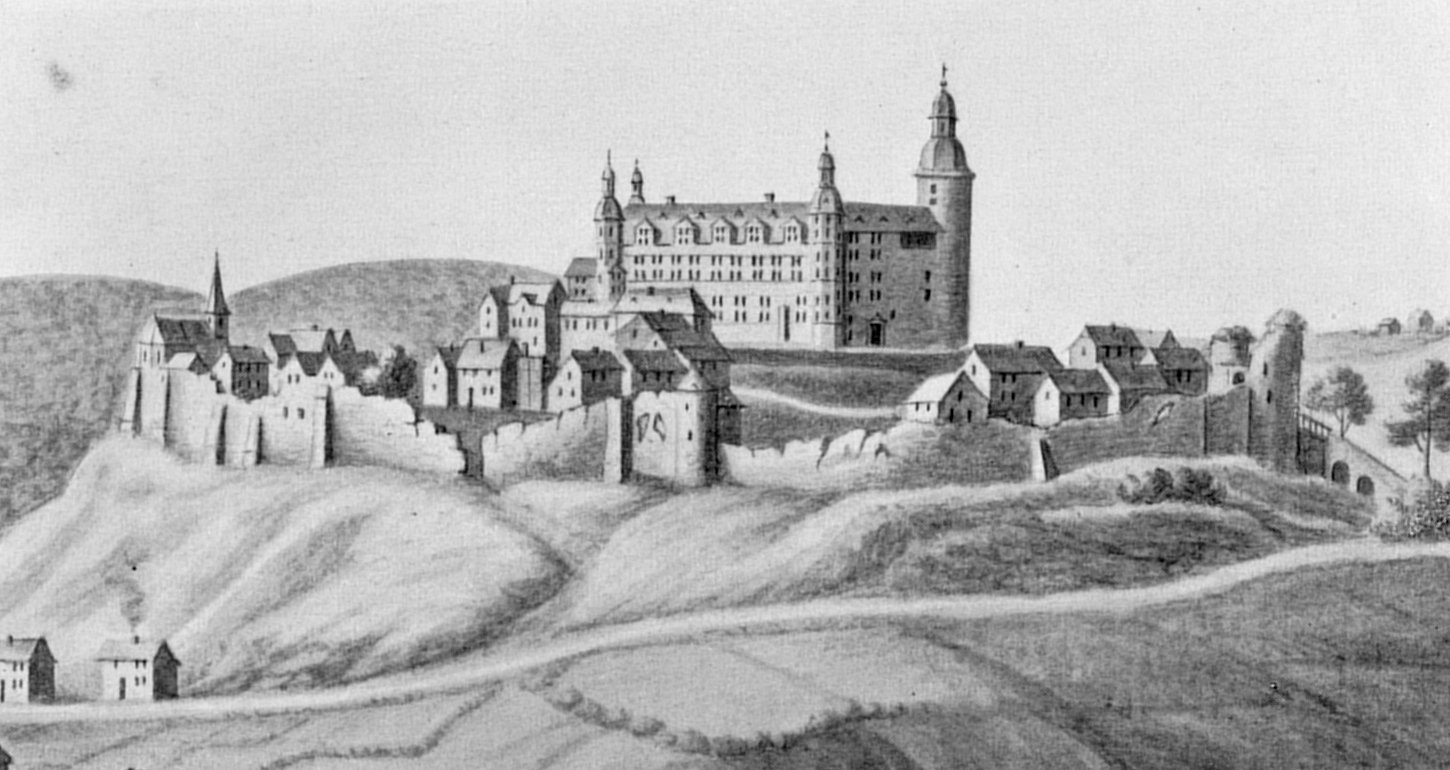
Burg Reifferscheid, Tuschezeichnung von Mathieu Throuüet 1725

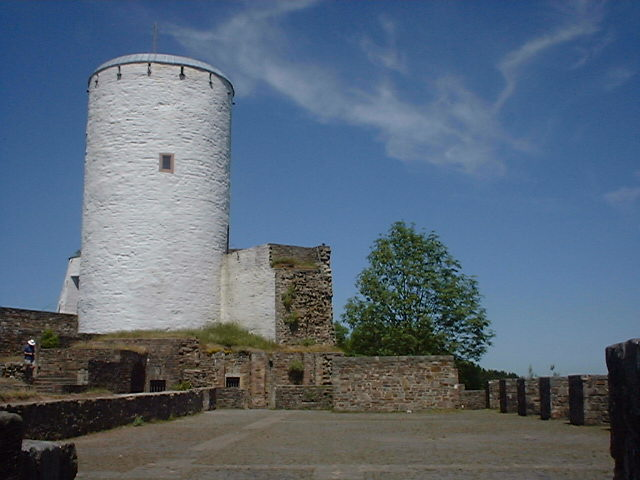
Ruinen der Burg Reifferscheid heute

### Entwicklung bis 1367
Die Errichtung der Burg Reifferscheid geht auf Walram II. Paganus Graf von Limburg und Herzog von Niederlothringen (1085–1139) zurück. Die Herren von Reifferscheid, vermutlich eine jüngere Linie der Grafen von Limburg, erschienen erstmals Ende des 12. Jahrhunderts in Urkunden und übernahmen diese Burg.
Die Brüder Gerhard und Philipp teilten 1195 den Besitz auf. Gerhard behielt Reifferscheid mit der Repräsentation beim Reich sowie dem Hochgericht über Reifferscheid und Wildenburg. Philipp begründete die Linie Wildenberg. Die Hauptlinie erbte
- die Herrschaft Malberg im 13. Jahrhundert,
- die Herrschaft Dyck Ende des 14. Jahrhunderts
- und 1416 die Grafschaft Niedersalm und nennt sich daraufhin Salm-Reifferscheid (weiter siehe → Haus Salm).

#### Mechthilde von Reifferscheid († 1305)
Mechthilde war die zweite Ehefrau von Wilhelm II. zu Stolberg und Setterich, der zuvor mit Cunigunde von Frankenberg verheiratet war. Mechthilde war die Schwester des Burgherren Johann II. von Reifferscheid. Durch sie kam es zu einer Verbindung der Adelsgeschlechter Frenz und Reifferscheid. Aus der Ehe gingen der Sohn Wirich und die Töchter Hadewigis und Richarda hervor.
Mechthilde bezeichnet sich in einer Urkunde vom Dezember 1304, wenige Monate nach dem Tod ihres Mannes Wilhelm II. († 23. November 1303) als die „Witwe des ehemaligen Edelherrn von Stoylburch“. Am 13. Januar 1305 verfügt sie, dass ein Teil der Güter in der Herrschaft Setterich freigegeben wurde. Diese hatten zuvor zum Besitz ihrer Schwester, einer Nonne im Kloster Burtscheid, gehört, die die Güter ihrem Konvent vermacht hatte. Zeugen der Schenkung waren Pfarrer Johannes von Setterich und Kaplan Johannes von Stolberg. Mechthilde führte in ihrem Siegel sowohl das Wappen von Setterich als auch das von Stolberg.
20 Jahre später wird Stolberg bereits als Schloss bezeichnet. Dies lässt den Schluss zu, dass entweder Wilhelm oder seine Frau das Wohnhaus instand gesetzt oder ausgebaut haben. Dabei wurde unter anderem eine Hauskapelle errichtet, die der Kaplan Johannes von Stolberg für Messfeiern nutzte.
Mechthilde starb im Frühjahr des Jahres 1305, ihr Sohn Wirich vermutlich im Kindesalter und damit kinderlos. Mit ihm endete die Frenzer Adelslinie Anfang des 14. Jahrhunderts.

#### Richarda von Frenz-Reifferscheid
Richarda von Frenz-Reifferscheid war die Tochter von Mechthilde. Sie heiratete Cuno von Tomberg-Müllenarck. Als Mitgift erhielt Richarda „Burg und Landgut Frenz“.

#### Hadewigis von Frenz-Reifferscheid zu Stolberg und Setterich
Hadewigis, ebenfalls eine Tochter Mechthilds, heiratete Ritter Arnold von Gymnich zu Heppendorf († 15. Januar 1319). Sie erbte nach dem Tod ihrer Mutter die Lehensgüter Setterich und Stolberg. Arnold gehörte zu einem einflussreichen rheinischen Adelsgeschlecht. Sein Vater war Schultheiß in Aachen, seine Schwester Äbtissin in Burtscheid.
In einer Urkunde vom 10. Januar 1319 überträgt Arnold ein Waldstück dem Herzog von Limburg. Er weist gleichzeitig auf seinen schlechten Gesundheitszustand hin und verfügt eine Regelung über Gedächtnisgottesdienste sowohl für sich als auch für seine erste Frau Beninna. Arnold stirbt am 15. Januar 1319. Dies weist das Nekrologium der Abtei Burtscheid aus.
Diese Schenkung wurde später erfolglos von den Erben angefochten. Urkunden aus den Jahren 1321 und 1324 dokumentieren erneut die Rechtmäßigkeit. Schließlich bestätigt Kaiser Karl IV. die Schenkung.
Arnold starb ohne Nachkommen.
Nachdem Hadewigis einige Zeit als Witwe gelebt hatte, heiratete sie Arnold Edelherr von Randerath, der 1324 in einem Dokument als ihr Mann erwähnt wird. Die Urkunde führt auf, dass das Paar das Gericht von Setterich an den Grafen Gerhard II. von Jülich verkaufen, dieses jedoch wieder als Lehen erhalten.
Obwohl die Gründe nicht belegt sind, ist davon auszugehen, dass vermutlich das hohe Alter des Ehepaares dazu geführt hat, dass Hadewigis und Arnold die Burg Stolberg frühzeitig Richarda von Salm-Reifferscheid übertrugen. Der Wert dieser Schenkung lag nicht im Burggebäude, sondern in den Einkünften des Besitzes, die in Dokumenten detailliert aufgeführt sind.

#### Richarda von Salm-Reifferscheid
Richarda war die Schwiegertochter des Burggrafen Johann II. von Reifferscheid. Sie entstammte dem moselländischen Adelsgeschlecht Salm. Der Sohn Johann’s II., Johann III. war ihr Ehemann. Aus dieser Ehe ging ein Sohn, Johann IV. von Reifferscheid hervor.
Da neben Richarda und ihrem Sohn noch ein Bruder des Vaters, Heinrich von Reifferscheid lebte, gab es am 6. März 1330 eine urkundliche Einigung, die das Erbe regelte. Außerdem wird eine Nachlassregelung im Todesfall Richardas festgelegt. In ihr siegeln der Erzbischof Heinrich II. von Köln, Graf Wilhelm V. von Jülich sowie Walram von Jülich und Graf Ruprecht von Virneburg.

#### Johann IV. von Reifferscheid († 1367)
Johann war mit Mathilde von Randerath verheiratet, der Tochter von Arnold von Randerath. Beide traten nach dem Tod Richardas das Erbe an und wurden nach ihrer Eheschließung, die vermutlich 1324 erfolgte, Burgherren der Burg Stolberg. Außerdem gehörte die Stadt Bedburg mit ihren Einkünften aus bestehenden Zollrechten zum Erbe.
Johann war ein bedeutender Mann seiner Zeit. Er war nicht nur reich aufgrund seiner Einkünfte, sondern auch sehr einflussreich. Er gehörte zu den Lehensnehmern der Stadt Köln. Am 31. Oktober 1343 wurde er von Walram von Köln zum Marschall von Westfalen ernannt. Da es sich hierbei um ein sehr großes Gebiet handelte, kann man davon ausgehen, dass er sich wenig um Stolberg kümmern konnte. Vermutlich ist dies der Grund dafür, dass Johann 1364 Ritter Emund von Barmen als Verwalter für den Stolberger Besitz einsetzte. In der Ernennungsurkunde werden Emund unter anderem Einkünfte durch Einnahmen von Bodenschätzen in Stolberg zugesprochen. Es handelt sich bei dieser Urkunde um die erste Erwähnung von Erzabbau in der Region Stolberg. So wird unter anderem die Einnahme vom „halben Bleiberg“ erwähnt.
Johann IV. und seine Frau Mathilde starben beide im Jahr 1367 nach fast 36-jähriger Ehe.

### Entwicklung nach 1367
Im Jahre 1416 wurde Johann V. von Reifferscheid († 1418) durch seinen Onkel Heinrich VII. von Niedersalm zum Erben eingesetzt, nachdem dessen Kinder alle ohne Nachkommen und vor ihrem Vater gestorben waren. Die Herren von Reifferscheidt und Dyck waren wohl die nächsten Blutsverwandten Heinrichs. Da Heinrichs Schwiegersohn (der Raugraf Otto zu Altenbaumberg) ebenfalls Ansprüche auf die Erbschaft erhob, dauerte es bis 1456, bis der Rat des Herzogtums Luxemburg das Testament anerkannte. Ab 1460 nannte sich Johann VI. von Reifferscheid († 1475), der Sohn des Johann V., auch Graf zu Salm und wurde der Stammvater der Familie Salm-Reifferscheidt, die sich später in drei Linien teilte:
- Salm-Reifferscheidt-Bedburg (nannten sich ab 1804 Salm-Reifferscheidt-Krautheim, ab 1888 Salm-Reifferscheidt-Krautheim und Dyck, 1958 erloschen)
- Salm-Reifferscheidt-Dyck (1888 erloschen)
- Salm-Reifferscheidt-Raitz (blühend)

Ihre reichsunmittelbaren Territorien in der Eifel verloren die Salm-Reifferscheidt erst 1794 im Zuge der französischen Revolutionskriege. Letzter im Mannesstamm noch blühender Zweig ist die fürstliche Familie zu Salm-Reifferscheidt-Raitz.

## Wappen

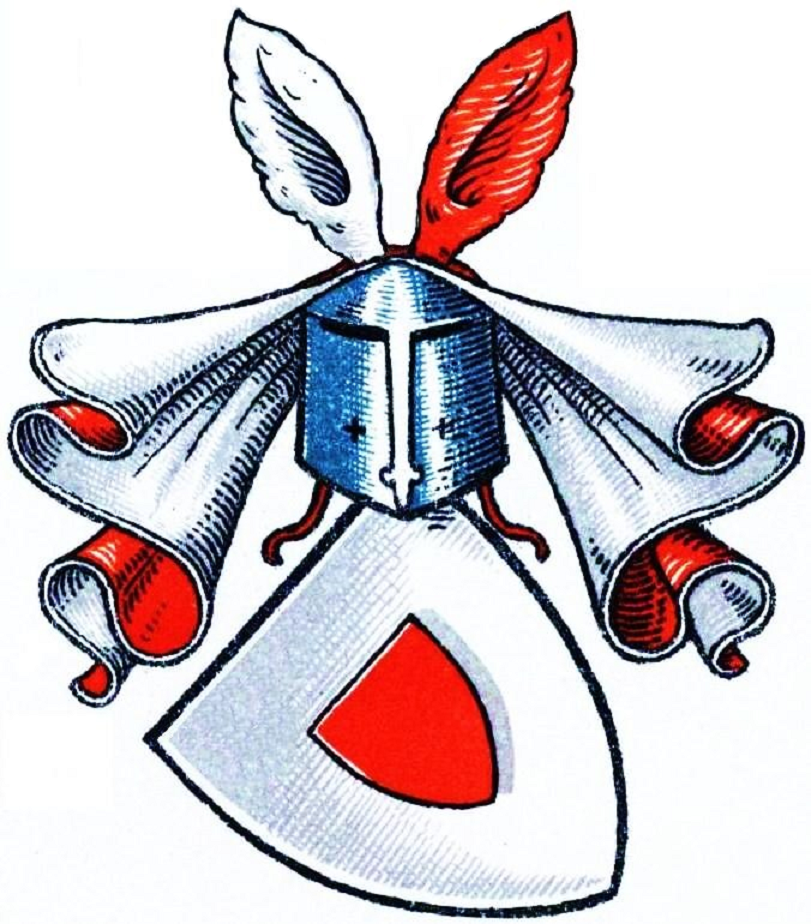
Stammwappen der älteren Linie

Das Stammwappen der Herren von Reifferscheid war: In Silber ein rotes Schildchen. Auf dem Helm mit rot-silbernen Decken ein rechtes silbernes und ein linkes rotes Eselsohr. Nach der Erbschaft der Herrschaft Malberg im 13. Jahrhundert übernahm die ältere Linie von Reifferscheid den Namen dieser Herrschaft und das Stammwappen. Die jüngere Linie herrschte dann über Reifferscheid unter dem Wappen: In Silber ein rotes Schildchen, darüber ein fünf lätziger blauer Turnierkragen in der Schildhauptstelle.